# Bembidion roosevelti
Bembidion roosevelti es una especie de escarabajo del género Bembidion,  familia Carabidae. Fue descrita científicamente por Pic en 1902.
Se distribuye por América del Norte, en Canadá y los Estados Unidos.